# بيت الرعيني (السدة)

تعديل مصدري - تعديل

بيت الرعيني هي إحدى قرى عزلة وادي حجاج بمديرية السدة التابعة لمحافظة إب، بلغ تعداد سكانها 134 نسمة حسب تعداد اليمن لعام 2004.